# László Bénes
László Bénes (* 9. September 1997 in Dunajská Streda) ist ein slowakischer Fußballspieler. Der offensive Mittelfeldspieler steht aktuell als Leihspieler des Erstligisten 1. FC Union Berlin beim türkischen Verein Kayserispor unter Vertrag und ist A-Nationalspieler.

## Karriere

### Vereine
Bénes begann seine Karriere beim FK Šamorín und kam über die Station DAC Dunajská Streda im Jahr 2011 zur Jugendabteilung des ungarischen Vereins Győri ETO FC. Für dessen erste Mannschaft kam er am 6. Dezember 2014 beim 2:0-Auswärtssieg gegen Honvéd Budapest zu einem Einsatz in der Nemzeti Bajnokság. Im Februar 2015 wechselte Bénes zum MŠK Žilina. Dort absolvierte er bis Saisonende acht Ligaspiele und gewann mit der Mannschaft die Vizemeisterschaft. In der Spielzeit 2015/16 entwickelte sich Bénes zum Stammspieler und erzielte am 12. September 2015 beim 3:0-Heimsieg gegen den ŠK Slovan Bratislava sein erstes Tor im Profifußball. Insgesamt brachte er es in der Saison auf 23 Einsätze mit zwei Torerfolgen.

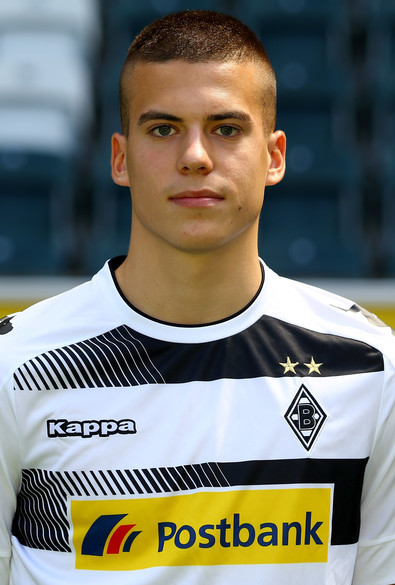
Benes im Jahr 2016

Zur Saison 2016/17 wechselte Bénes zum deutschen Bundesligisten Borussia Mönchengladbach, bei dem er einen Fünfjahresvertrag unterschrieb. Seinen ersten Bundesligaeinsatz hatte er am 19. März 2017, als er bei der 0:1-Heimniederlage gegen den FC Bayern München in der Schlussphase eingewechselt wurde. Am 5. April 2017 erzielte Bénes sein erstes Bundesligator zum 1:0-Heimsieg gegen Hertha BSC. Insgesamt brachte es Benes in der Saison 2016/17 auf acht Spiele mit einem Tor. In der darauffolgenden Saison zog sich Bénes im September einen Mittelfußbruch zu, der ihn große Teile der Saison kostete, so dass er nur zu zwei Kurzeinsätzen kam.
Nachdem Bénes in der Hinrunde der Saison 2018/19 nicht so richtig zum Zug gekommen war, wechselte er Ende Januar 2019 auf Leihbasis zum Zweitligisten Holstein Kiel. Bis zum Ende der Saison 2018/19 kam er unter dem Cheftrainer Tim Walter zu 15 Zweitligaeinsätzen, in denen er 2 Tore erzielte. Anschließend kehrte Bénes nach Mönchengladbach zurück und kam in der Saison 2019/20 unter dem neuen Trainer Marco Rose regelmäßig zum Einsatz. Am 21. November 2019 verkündete der Verein eine Verlängerung seines Vertrages um drei Jahre bis 2024.
Am letzten Tag des Winter-Transferfensters wurde eine Ausleihe bis zum Ende der Saison 2020/21 zum FC Augsburg vereinbart. Bénes bestritt für Augsburg 12 von 15 möglichen Ligaspielen, in denen er ein Tor schoss. In der Saison 2021/22 stand er wieder im Kader von Borussia Mönchengladbach. Unter dem neuen Cheftrainer Adi Hütter kam er jedoch nur noch sporadisch zum Einsatz. So standen am Saisonende 13 Bundesligaeinsätze zu Buche, von denen er jedoch nur 2-mal in der Startelf stand.
Zur Saison 2022/23 wechselte der 24-Jährige zum Zweitligisten Hamburger SV. Er unterschrieb einen Vertrag bis zum 30. Juni 2026 und traf auf den Cheftrainer Tim Walter, unter dem er bereits in Kiel gespielt hatte.
Zur Saison 2024/25 wechselt Bénes Verein und Liga, da er beim 1. FC Union Berlin einen Vertrag unterschrieb.
Mitte August 2025 wurde Bénes in die Türkei zu Kayserispor verliehen.

### Nationalmannschaft
Bénes kam bei der 0:3-Niederlage gegen Österreich am 19. September 2012 einmal für die U16 des slowakischen Fußballverbandes zum Einsatz. Für die U18-Auswahl stand er im August und September 2014 je einmal auf dem Feld. Am 12. November 2014 debütierte er beim 4:1-Sieg gegen Aserbaidschan in der U19-Nationalmannschaft, für die er insgesamt achtmal spielte, darunter fünf Spiele in der Qualifikation zur U19-Europameisterschaft 2015 und zwei in der Qualifikation zur U19-Europameisterschaft 2016. Er erzielte dabei drei Tore, eine Qualifikation gelang aber jeweils nicht. Ab Oktober 2015 stand Bénes im Kader der slowakischen U21 und absolvierte zwölf Spiele, bei denen er drei Tore erzielte. Im Juni 2017 nahm er mit ihr an der U21-Europameisterschaft 2017 in Polen teil und schied mit der Mannschaft nach der Gruppenphase aus. Bénes kam bei allen drei Gruppenspielen als Einwechselspieler zum Einsatz. Mittlerweile ist seine Karriere als Jugendnationalspieler aus Altersgründen beendet.

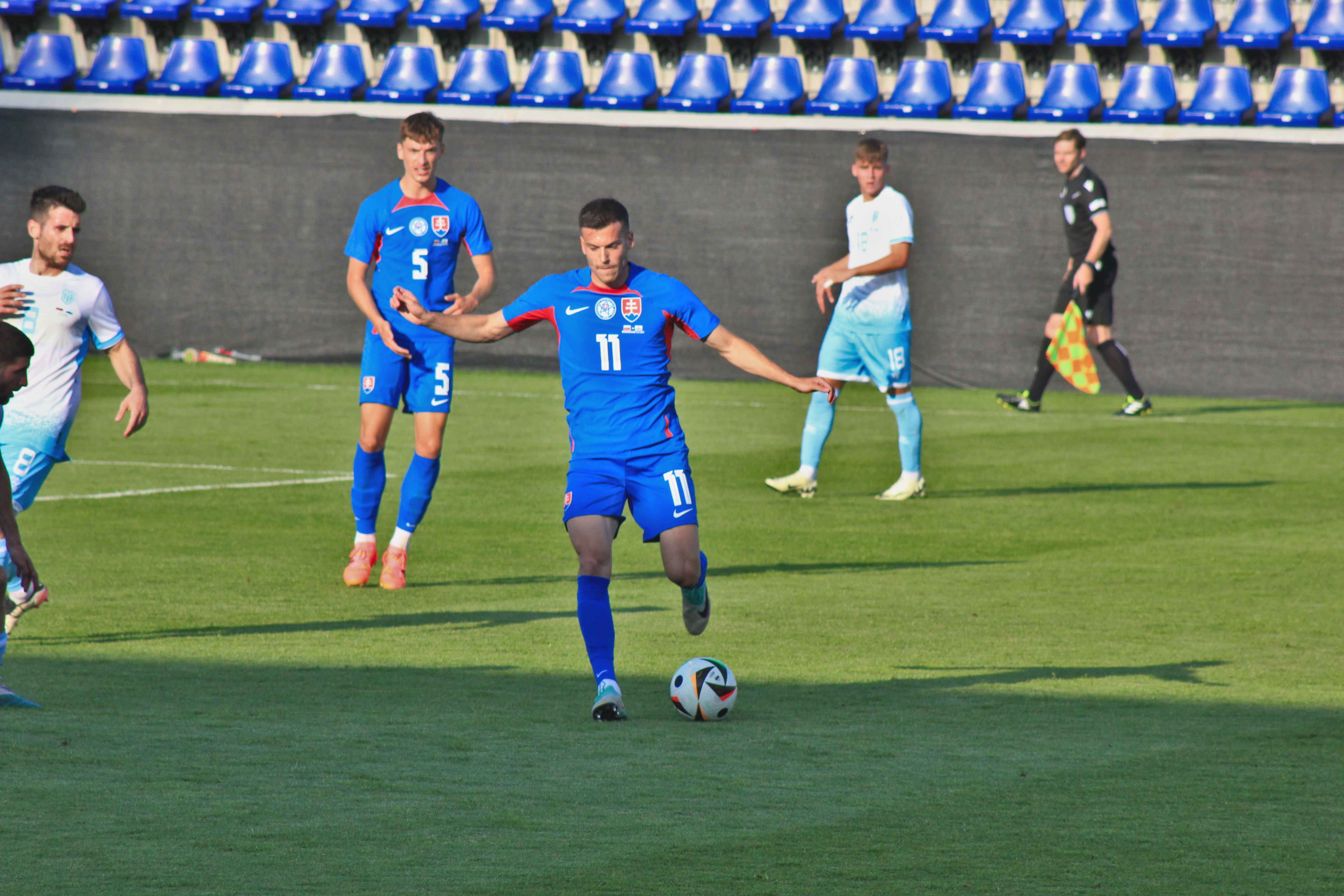
Bénes im Jahr 2024 im Dress der Slowakei

Am 10. Juni 2017 debütierte Bénes beim 2:1-Sieg in Litauen in der A-Nationalmannschaft. Nach längerer Unterbrechung folgte am 7. Juni 2019 beim 5:1-Sieg im Freundschaftsspiel gegen Jordanien sein zweites Länderspiel bei den Senioren. In den Gruppenspielen der Qualifikation zur Europameisterschaft 2021 stand Bénes zweimal im Kader, kam aber nicht zum Einsatz. Zur EM 2021 wurde er in den slowakischen Kader berufen, kam mit diesem jedoch nicht über die Gruppenphase hinaus. 
Bei der Fußball-Europameisterschaft 2024 verlor er mit der slowakischen Fußballnationalmannschaft im Achtelfinale gegen die englische Fußballnationalmannschaft durch das entscheidende Tor von Jude Bellingham 1:2.